# 第二十六号水雷艇
| 第26号水雷艇 |                                                         |
| 艦歴         |                                                         |
| 建造所       | フルカン社                                              |
| 起工         |                                                         |
| 進水         |                                                         |
| 竣工         | 1894年                                                  |
| 就役         | 1895年2月7日捕獲                                        |
| 除籍         | 1908年4月1日                                            |
| 要目         |                                                         |
| 排水量       | 常備：66トン                                            |
| 全長         | 水線長：33.53m                                          |
| 全幅         | 4.09m (13ft 5in)                                        |
| 吃水         | 1.22m (4ft 0in)                                         |
| 機関         | 汽車缶1基 直立式2気筒2段膨張レシプロ1基 1軸、338馬力    |
| 速力         | 14ノット                                                |
| 航続距離     |                                                         |
| 燃料         | 石炭：7.23トン（満載）                                  |
| 乗員         |                                                         |
| 兵装         | 37mm保式単装軽速射砲2基（推定） 36cm魚雷発射管固定式2門 |

第二十六号水雷艇（だいにじゅうろくごうすいらいてい、旧字体：第二十六號水雷艇）は日本海軍の三等水雷艇。
元はドイツ・フルカン社で建造された清国北洋水師所属の水雷艇右隊一号（ヨウヅイイーハオ）。日清戦争では竣工して1年の新鋭艇だった。威海衛攻略の際に湾内から脱出を図ったが擱座して1895年（明治28年）2月7日に捕獲された。
日本海軍では呉水雷団に所属し、日露戦争では内海の警備に従事、1908年（明治41年）4月1日に除籍された。